# UR-100飛彈
UR-100是蘇聯於研發與生產的洲際彈道飛彈。他被定位為通用火箭，北約代號是SS-11 Sego，GRAU代號是8K84。名稱相近的UR-100MR(SS-17奔馬)實際上與它是完全不同的飛彈。

## 外部連結
- 8K84 （俄文）